# Заичко, Виктор Александрович
Заичко Виктор Александрович (31 августа 1948, Грузско-Зорянское — 10 ноября 2006) — украинский политик, Народный депутат Украины 4-го созыва, член Народно-демократической партии; Заместитель председателя по вопросам экономики Севастопольской горгосадминистрации (с мая 1998 года); депутат Севастопольского горсовета.

## Биография
Родился 31 августа 1948 года в селе Грузско-Зорянское Макеевского горсовета. В 1974—1980 годах учился в Севастопольском приборостроительном институте по специальности «Судовые силовые установки».
С января 1992 по сентябрь 1994 года — заместитель председателя, первый заместитель председателя Севастопольской горгосадминистрации. С декабря 1994 по май 1998 года — директор Севастопольского представительства Фонда содействия развитию искусств Украины. Избирался депутатом Верховной Рады АР Крым.
С марта 1998 года — кандидат в народные депутаты Украины, избирательный округ №225, Севастополь. На время выборов: директор Севастопольского представительства Фонда содействия развитию искусств Украины, член НДП.
Народный депутат Украины 4-го созыва с апреля 2002 года (избирательный округ № 225, г. Севастополь), выдвинут Избирательным блоком политических партий «За единую Украину!». На время выборов: заместитель председателя Севастопольской горгосадминистрации, член НДП. Член фракции «Единая Украина» (май—июнь 2002 года).
Во время работы в парламенте:
- Член Комитета Верховной Рады Украины по вопросам бюджета;
- Голосовал за согласие на назначение Виктора Януковича премьер-министром Украины 21 ноября 2002 года.[1]
- Член Временной специальной комиссии ВРУ по вопросам финансово-экономического обоснования источников и механизма восстановления сбережений граждан Украины;
- Член Временной следственной комиссии Верховной Рады Украины для выяснения причин образования задолженности по кредитам, привлеченным государством или под государственные гарантии;
- Член Постоянной делегации в межпарламентской организации «Постоянная делегация в Межпарламентской ассамблее государств — участников Содружества Независимых Государств»;
- Член группы по межпарламентским связям с Королевством Нидерландов;
- Член группы по межпарламентским связям с Российской Федерацией;
- Член группы по межпарламентским связям с Республикой Беларусь.

Умер 10 ноября 2006 года. Похоронен в Севастополе на кладбище Коммунаров.

## Награды
Награжден орденом «За заслуги» III степени (2004), Почетной грамотой и знаком «За заслуги перед городом-героем Севастополем».